# Microcentrum securiferum
Microcentrum securiferum är en insektsart som beskrevs av Brunner von Wattenwyl 1878. Microcentrum securiferum ingår i släktet Microcentrum och familjen vårtbitare. Inga underarter finns listade i Catalogue of Life.